# San Juan Bautista (navire)
Pour les articles homonymes, voir San Juan Bautista.
Le San Juan Bautista (Saint Jean-Baptiste en espagnol), appelé à l'origine 伊達丸 (Date Maru), l'un des premiers navires de haute mer japonais construits dans un style européen, a été conçu à l'image d'un galion espagnol. Ce type de bateau est appelé au Japon kurofune (黒船, littéralement « navire noir ») ou namban-sen (南蛮船, littéralement « navire de barbare du sud »).
Construit à l'initiative du daimyō Masamune Date, il transporta une ambassade de 180 personnes, conduites par Tsunenaga Hasekura, et accompagnées par le religieux espagnol Luis Sotelo. Le but de l'expédition était, après la traversée du Pacifique effectuée en 1614, de visiter les possessions espagnoles au Mexique, puis de là de gagner l'Europe, qu'elle atteignit en 1615, avant de retourner au Japon.

## Construction
Le San Juan Bautista a été construit en 1613 par Masamune Date, daimyō de Sendai, au nord du Japon, dans le port de Tsuki-No-Ura (aujourd'hui Ishinomaki, préfecture de Miyagi). Le projet avait été accepté par le Bakufu, le gouvernement du shogun à Edo.
Le shogun possédait déjà deux bateaux plus petits (de respectivement 80 et 120 tonnes), construits pour lui par le navigateur anglais William Adams, et dont le plus grand, le San Buena Ventura, fut donné à des naufragés espagnols pour leur retour au Mexique en 1610.  Le shogun a aussi donné de nombreux permis pour des Shuinsen, destinés au commerce en Asie et incorporant de nombreux éléments inspirés des navires européens.
La construction du San Juan Bautista a nécessité 45 jours de travail, avec la participation d'experts techniques du Bakufu, 800 ouvriers de construction navale, 700 forgerons, et 3 000 charpentiers. Deux espagnols ont aussi participé à la construction : le frère Luis Sotelo, et le capitaine espagnol Sebastián Vizcaíno.
Le gouvernement espagnol de Manille a vu cela d'un très mauvais œil, et Los Rios Coronel a suggéré que Luis Sotelo ne soit plus autorisé à retourner au Japon.

## Deux voyages Trans-pacifiques

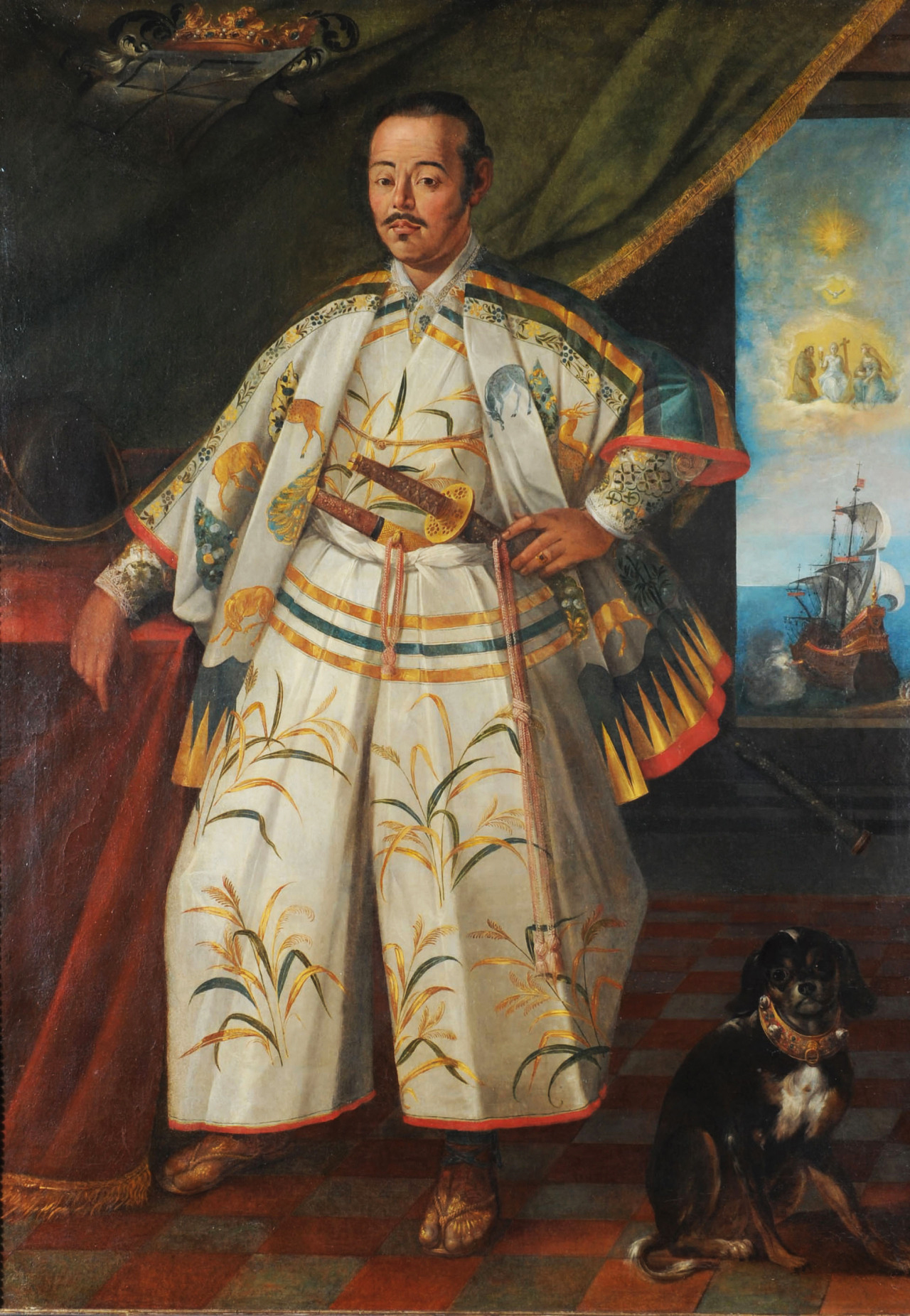
Portrait de Hasekura pendant sa mission à Rome en 1617, par Claude Deruet, Coll. Borghese, Rome.

Une fois terminé, le navire partit le 28 octobre 1613 pour Acapulco au Mexique, avec environ 180 personnes à bord, soit 10 samouraïs du shogun (fournis par le Ministre de la marine Shōgen Mukai, 12 samouraïs de Sendai, 120 marchands, marins et serviteurs japonais, et 40 espagnols et portugais. Le navire arriva à Acapulco après 3 mois de voyage, le 25 janvier 1614. 
Après un an à Acapulco, le navire revint au Japon en avril 1615, tandis qu'Hasekura continua vers l'Europe. Il semble qu'environ 50 spécialistes de l'exploitation minière et de la fabrication de l'acier furent invités au Japon à cette occasion, afin d'aider à développer l'industrie minière dans la région de Sendai.
En septembre 1616, le San Juan Bautista repartit pour Acapulco, à la requête de Luis Sotelo. Il était commandé par le capitaine Shogen Yokozawa, mais le voyage tourna mal et une centaine de marins moururent en route. Sotelo et Hasekura se rencontrèrent au Mexique pour le retour final au Japon. En avril 1618, le navire arrive aux Philippines, où il est vendu au gouvernement espagnol local, dans le but de construire des défenses contre les hollandais. Hasekura retourna au Japon en 1620.
Quand Hasekura revint, le Japon avait drastiquement changé : le Christianisme avait été éradiqué depuis son interdiction en 1614, et le Japon se dirigeait vers une période d'isolement. À cause de ces persécutions, les accords commerciaux qu'il avait tenté d'établir avec le Mexique furent aussi annulés. Finalement, son ambassade semble avoir eu peu de résultats, et il mourut de maladie deux ans plus tard.

## LeSan Juan Bautistaaujourd'hui
Un nouveau San Juan Bautista a été reconstruit en 1993, sur la base des enregistrements du clan Date. Bien que les plans exacts n'aient pas été retrouvés, les dimensions du navire avaient été enregistrées proprement, permettant ainsi la reconstitution. Le navire est actuellement exposé dans un parc à thème au nord du Japon, près de l'endroit où il fut construit à l'origine.